# 吳中傳
吳中傳（1539年—？），字汝和，號巽菴，山東東昌府濮州朝城縣人，軍籍，明朝政治人物、進士出身。

## 生平
嘉靖四十年（1561年）辛酉科山東鄉試第四十二名，會試第二百二十一名，萬曆二年（1574年）登甲戌科進士第三甲第六十九名。授陕西西安府推官，八年（1579年）升户部主事，里升郎中，十七年十月升湖广布政司右参政，二十年十一月升陕西按察使，二十三年三月考察调简，补云南按察使。

## 家族
曾祖父吳元；祖父吳龍；父吳來聘，曾封行人、加封禮部主事。母張氏（贈安人）；繼母黃氏。兄吴性传（生员）、吴道传（甲子經魁）、吴教传（浙江按察司佥事）、弟正传、心传、敬传，俱生员。